# Primera División de Uruguay 1949
Liga Profesional de Primera División 1949 var den 47:e säsongen av Uruguays högstaliga i fotboll, och 18:e säsongen som ligan spelades på professionell nivå. Ligan spelades som ett seriespel där samtliga lag mötte varandra vid två tillfällen. Totalt spelades 90 matcher med 323 gjorda mål.
Peñarol vann sin 19:e titel som uruguayanska mästare.

## Deltagande lag
10 lag deltog i mästerskapet, samtliga från Montevideo.

## Resultat
| Nr | Lag                  | S  | V  | O  | F  | GM | IM | MS  | P  |
| -- | -------------------- | -- | -- | -- | -- | -- | -- | --- | -- |
| 1  | Peñarol              | 18 | 16 | 2  | 0  | 62 | 17 | +45 | 34 |
| 2  | Nacional             | 18 | 12 | 4  | 2  | 48 | 28 | +20 | 28 |
| 3  | Rampla Juniors       | 18 | 6  | 11 | 1  | 27 | 18 | +9  | 23 |
| 4  | River Plate          | 18 | 10 | 1  | 7  | 36 | 35 | +1  | 21 |
| 5  | Cerro                | 18 | 7  | 3  | 8  | 31 | 35 | −4  | 17 |
| 6  | Danubio              | 18 | 4  | 7  | 7  | 27 | 32 | −5  | 15 |
| 7  | Montevideo Wanderers | 18 | 4  | 5  | 9  | 25 | 38 | −13 | 13 |
| 8  | Liverpool            | 18 | 3  | 7  | 8  | 19 | 29 | −10 | 13 |
| 9  | Central FC           | 18 | 3  | 4  | 11 | 20 | 42 | −22 | 10 |
| 10 | CA Defensor          | 18 | 1  | 4  | 13 | 28 | 49 | −21 | 6  |